# برتولد بارتوش
برتولد بارتوش (آلمانی: Berthold Bartosch؛ ‏ ۲۹ دسامبر ۱۸۹۳ – ۱۳ نوامبر ۱۹۶۸) فیلم‌ساز اهل آلمان بود.
از فیلم‌ها یا مجموعه‌های تلویزیونی که وی در آن‌ها نقش داشته‌است، می‌توان به ماجراهای شاهزاده احمد اشاره نمود.